# 达尔文会议中心

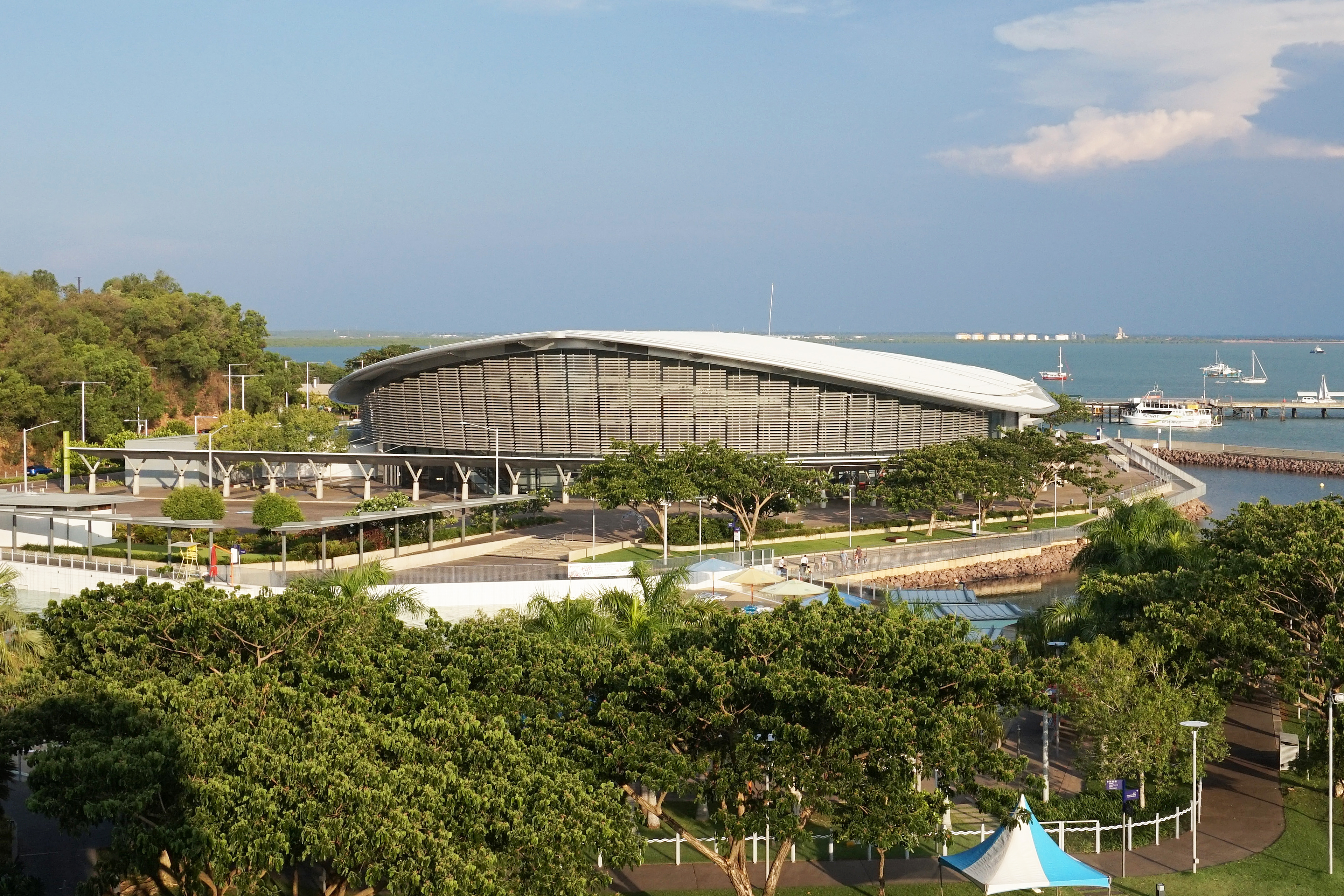
达尔文会议中心

达尔文会议中心（Darwin Convention Centre）又稱达尔文会展中心、达尔文城市会展中心，是位于澳大利亚北领地达尔文市的一个会议中心。达尔文会议中心于2006年初开工建设，2008年6月竣工，同年7月开业。达尔文会议中心总面积为22,900平方米，內有可容纳4,000名與會人員的会议和展览设施。